# Districte de Govuro
El Districte de Govuro és un districte de Moçambic, situat a la província d'Inhambane. Té una superfície 4.584 kilòmetres quadrats. En 2007 comptava amb una població de 34.809 habitants. Limita al nord amb el districte de Machanga de la província de Sofala, a l'est amb l'oceà Índic, al sud amb el districte d'Inhassoro i a l'oest amb el districte de Mabote.

## Divisió administrativa
El districte està dividit en dos postos administrativos (Nova Mambone i Save), compostos per les següents localitats:
- Posto Administrativo de Nova Mambone:
  - Vila de Nova Mambone
  - Govuro
- Posto Administrativo de Save:
  - Jofane
  - Luido
  - Machacame
  - Pandee